# Szőnyi G. Sándor
Szőnyi G. Sándor (Rákospalota, 1928. december 29. – Csobánka, 2012. március 9.) Balázs Béla-díjas dramaturg, rendező. Özvegye Dobos Ildikó Jászai Mari-díjas színművész.

## Életpályája
Szülei: Szőnyi Sándor (1898–1946) és Pósz Etelka voltak.  Az Óbudai Árpád Gimnáziumban 1939-ben az I.b., 1940-ben II.b. (kitűnő tanuló)1945-benVII. (jeles tanuló), 1946-ban VIII. osztályban magántanuló. (jó rendű). Sinkovits Imre osztálytársa volt. 1951–1956 között a Színház- és Filmművészeti Főiskola dramaturg szakán tanult. 1956–1958 között az alakuló Magyar Televízió dramaturgja lett. 1958-tól a Magyar Televízió rendezőjeként dolgozott. 1981–1983 között a kecskeméti Katona József Színház művészeti vezetője volt. 1993–1994 között a Magyar Televízió drámai műsorok stúdióvezetője volt. 2004–2007 között a Televíziós Művészek Társaságának alelnöke, 2007-től tiszteletbeli alelnöke volt.
Rendezett többek között a Vörösmarty Színházban (1972), a Hevesi Sándor Színházban (1987–1988), Veszprémben (1990) és a Békéscsabai Jókai Színházban (1992, 1996, 1998).
Felesége volt Sunyovszky Szilvia színésznő, tőle született a lánya, Szőnyi Beáta közgazdász, akitől két unokája jött a világra, Csenge és  Villő.
Özvegye Dobos Ildikó (1942–2024) Jászai Mari-díjas színésznő.

## Színházi rendezései
A Színházi Adattárban regisztrált bemutatóinak száma: 10.
- Gyurkovics Tibor: A döntés órája (1972)
- Fejes Endre: Az angyalarcú (1982)
- Katona József: Bánk bán (1982)
- Petrusevszkaja: Zeneórák (1987)
- Rolland: A szerelem és a halál játéka (1988)
- Jókai Mór: A kőszívű ember fiai (1990)
- Williams: A vágy villamosa (1992)
- Thomas: A gyilkos köztünk van! (1996)
- Shaw: Candida (1998)

## Filmjei

### Játékfilmek
- Ráktérítő (1969)
- Kinek a törvénye? (1978)
- Csak semmi pánik (1982)

### Tévéfilmjei
- Pirostövű nád (1965)
- Mocorgó (1968)
- Kéktiszta szerelem (1969)
- Sose fagyunk meg (1970)
- Jó estét nyár, jó estét szerelem (1971)
- Írott malaszt (1971)
- Az 1001. kilométer (1971)
- Tévé-ovi (1972)
- Cserepes Margit házassága (1972)
- Sólyom a sasfészekben (1973)
- Férfiak, akiket nem szeretnek (1975)
- Római karnevál (1975)
- Csillagok változásai (1975)
- A párkák (1975)
- Néró, a véres költő (1976)
- Békesség, ámen! (1978)
- Mednyánszky (1978)
- Látástól vakulásig (1979)
- Az a szép fényes nap (1980)
- Fekete rózsa (1980)
- A néma levente (1983)
- Míg új a szerelem (1985)
- Halottak gyertyafényben (1985)
- Koldus Napóleon (1987)
- Bánk bán (1987)
- Nincs itthon az Isten? (1989)
- Ha már itt a tél (1990)
- A pályaudvar lovagja (1993)
- Egy forradalom hétköznapjai (1993)
- Ki tud többet Magyarországról? (1994)
- Családi kör (1994)
- A részleg (1994)
- Ébredés (1995) (producer)
- Erdélyi novellafüzér (1999)
- Galambnagymama (2002)
- Estére mindig leszáll a köd (2007)

## Díjai
- Balázs Béla-díj (1964, 1973)
- Érdemes művész (1975)
- SZOT-díj (1987)
- Kiváló művész (1988)
- Új Múzsa Alapítvány életműdíja (1997)
- A 40. Magyar Filmszemle életműdíja (2009)